# 布雷達30輕機槍
布雷達30輕機槍（義大利語：Breda Modello 30）是第二次世界大戰時意大利軍隊所採用的輕機槍，於1930年由布雷达公司研製。

## 機械結構
四條膛線，右旋，運作方式為氣體反衝式，以空氣冷卻，循環射速為475發/分，槍口初速618公尺/秒。義大利的布雷達30式機槍看起來非常尋常，但某些設計功能在實戰中卻派不上用場。但該彈夾可以插入步槍的填彈條（利用它可以對步槍的內部彈膛快速裝彈）。然而這個彈夾的容量只有二十發子彈，也就是在極短的時間內就得重裝子彈。因此，這款機槍不久便悄然退出了戰場。
布雷達30輕機槍採用延遲反衝式，當開火時槍管和槍機一起後退，由於槍管的凹槽而令槍機滑動開鎖，然後槍管和槍機分開，槍機會完成退彈殼和重新上彈等動作，但此系統有時會有動力不足而無法退彈殼，故要採用加油泵為射擊中的子彈加上潤滑油，日子久了會黏上無數塵土和積碳而引致故障。
其子彈是裝在一個橫置在右側的固定式20發彈倉內，此彈倉不可拆除，這增加了故障的機會和上彈時的麻煩。

## 使用國家
- 阿尔巴尼亚
- 希臘王國
- 義大利王國

## 流行文化
- 在2003年推出的電腦遊戲《戰地風雲1942》之羅馬之路，當中選擇當意軍突擊兵的玩家主要使用布雷達30機槍。
- 在《決勝時刻：二戰》中布雷達30作為資料片武器登場，奇怪的被命名為“通用機槍”（GPMG）。
- 在《應徵入伍》中作為軸心國二階武器和蘇聯二階武器，可在科技樹解鎖。

## 外部連結

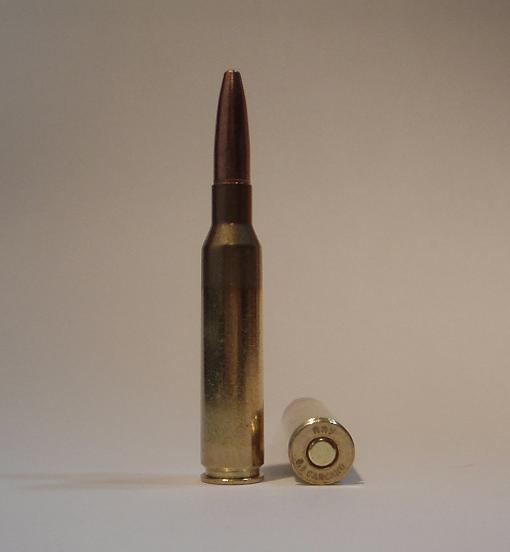
布雷達30輕機槍發射的6.5×52毫米子彈

- Italy's Worst Machine Gun: The Breda Modello 30 （页面存档备份，存于）